# Vorinostat
Vorinostat (auch Suberoylanilid-Hydroxamsäure, kurz SAHA, Handelsname in den USA: Zolinza) ist eine aromatische chemische Verbindung aus der Gruppe der Hydroxamsäuren, die als peroral zu applizierender Arzneistoff eingesetzt wird und die Histon-Deacetylase inhibiert. Es ist für die Behandlung des fortgeschrittenen, refraktären, cutanen T-Zelllymphoms zugelassen. Weitere aktuelle klinische Studien betreffen die Wirkung von Vorinostat bei HIV, Darmkrebs und anderen Krebsarten sowie in Kombinationstherapien bei soliden Tumoren.

## Pharmakologie
Histone stellen den Proteinanteil des Chromatins dar. Histon-Acetylierung wird erzeugt durch Histon-Acetyltransferasen (HAT) und wieder entfernt durch Histon-Deacetylasen (z. B. HDAC4). Sie findet ausschließlich an Lysinen statt (z. B. H3K9Ac, H3K27Ac, H4K16Ac, H4K20Ac), neutralisiert deren positive Ladung, vermindert die elektrostatische Wechselwirkung der Histone mit den negativen Ladungen der DNA, führt zu einer Öffnung der 30 nm-Faser der DNA (Solenoidstruktur) und begünstigt das Binden von Transkriptionsfaktoren und damit die Transkription. Die Hemmung von Histon-Deacetylasen hat eine Hyperacetylierung der Histone und stark vermehrte Transkription zur Folge. Dies kann u. a. zu einem kontrollierten Zelltod (Apoptose) der Krebszellen führen.